# Niemann-Pick-Krankheit
Die Niemann-Pick-Krankheit, die auch als Morbus Niemann-Pick, Niemann-Pick-Syndrom oder Sphingomyelinlipidose bezeichnet wird, gehört zur Gruppe der Sphingolipidosen, die wiederum zu den lysosomalen Speicherkrankheiten gerechnet werden. Es handelt sich um eine seltene Erbkrankheit, die autosomal-rezessiv vererbt wird. Zugrunde liegt ein genetischer Defekt des Enzyms Sphingomyelinase. Der Enzymdefekt führt zur Speicherung von Sphingomyelin in Lysosomen von Leber, Milz, Knochenmark und Gehirn.
Die Krankheit ist benannt nach Albert Niemann (1880–1921) und Ludwig Pick (1868–1944).

## Formen
Obwohl die Erstbeschreibung des Syndroms durch Albert Niemann 1914 lediglich aus dem klinischen Erscheinungsbild und dem histologischen Befund einer Retikuloendotheliose bestand, werden mittlerweile aufgrund der Fortschritte in der Humangenetik zahlreiche Formen differenziert. Die wichtigsten sind:
- Typ IA (früher Typ A – akute infantile neuropathische Form):

Beginn im Alter von 3–4 Monaten mit Trinkschwäche und Dystrophie. Leitsymptom ist eine Hepatosplenomegalie (mit Schwerpunkt auf der Hepatomegalie). Zusätzlich treten häufig tastbare Lymphknoten und bräunliche Hautverfärbungen auf. Es kommt zum neurologischen Abbau im 2. Lebensjahr mit Verlust des sozialen Kontaktes, Taubheit, Blindheit und Spastik. Bei ca. 50 % der Patienten findet sich ein Makulafleck. Die Krankheit verläuft immer infaust, der Tod tritt in der Regel innerhalb von 2 Jahren ein. Dies ist die häufigste Form.
- Typ IS (früher Typ B – chronisch-viszerale Form):

Milder Verlauf mit Hepatomegalie und Lungenbeteiligung (Infiltrate) im Kindesalter. Eine ZNS-Beteiligung liegt nicht vor. Die Lebenserwartung ist bei diesem Typ nur leicht eingeschränkt.
- Typ C (Niemann-Pick Typ C Erkrankung; NPC) – verändertes Gen zu 95 % NPC 1; zu 5 % NPC 2:

Wobei NPC 1 und NPC 2 Gene sind, die Proteine kodieren, welche für den intrazellulären Cholesterintransport verantwortlich sind. Klinische Symptome: neonataler Ikterus, supranukleäre Blickparese und zerebelläre Ataxie. Beginn sehr variabel, sowohl bei Säuglingen, Kindern, als auch im Jugend- oder Erwachsenenalter. Seit wenigen Jahren ist eine medikamentöse Therapie verfügbar, welche die Progression hinauszögert.

## Diagnostik und Therapie
Es gibt Hinweise, dass bestimmte Cyclodextrine die Symptome dieser seltenen genetischen Erkrankung verbessern können. Cyclodextrine sind zuckerähnliche Substanzen, die unter anderem zur Solubilisierung von Medikamenten eingesetzt werden. Der Typ C wird mit Miglustat behandelt.
Im Jahr 2023 wurde das Medikament Olipudase alfa zur Enzymersatztherapie zugelassen, es ist eine rekombinante humane saure Sphingomyelinase, die bei der ASMD fehlt und somit durch regelmäßige intravenöse Gaben ersetzt werden kann.

## Forschung
Ein Verlust von Myelin im Zentralnervensystem wird als einer der wichtigsten Faktoren in der Pathogenese der Niemann-Pick-Krankheit gesehen. Zur Erforschung der Krankheit werden Tiermodelle genutzt, die Mutationen tragen, welche der Niemann-Pick-Krankheit zugrunde liegen, beispielsweise eine Mutation im NPC1-Gen, wie sie in Niemann-Pick Typ C vorliegt. In diesem Modell konnte gezeigt werden, dass die Expression des Proteins Myelin Gene Regulatory Factor (MRF) signifikant abnimmt. MRF ist ein Transkriptionsfaktor von kritischer Bedeutung in der Bildung und Aufrechterhaltung von Myelinscheiden. Es ist daher wahrscheinlich, dass Fehler in der Differenzierung von Oligodendrozyten und in der Myelinisierung die neurologischen Defizite bedingen.